# موسيقى سودانية
الموسيقى السودانية تمتاز بتنوعها وغناها نظرا لتعدد الثقافات في السودان وتاريخها الموغل في القدم.
وتقوم من الناحية العلمية على السلم الخماسي وهو السلم الموسيقي الذي تنتمي اليه موسيقى الصين
واسكتلندا وبورتو ريكو وموريتانيا وجنوب المغرب
وأثيوبيا وأريتريا والصومال.

## الموسيقى الشعبية والتقليدية

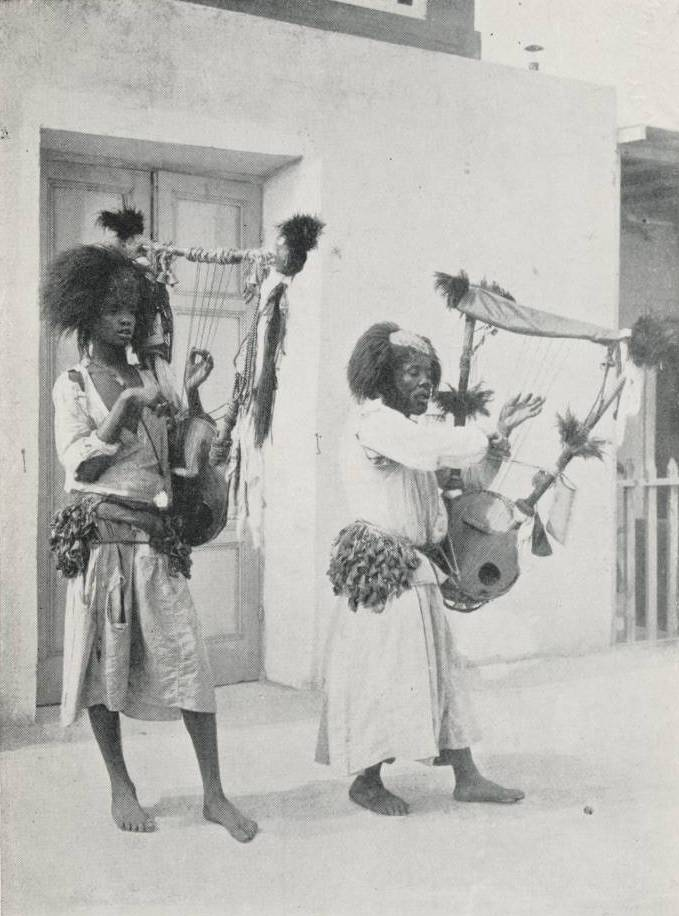

تتنوع الموسيقى الشعبية بتنوع ثقافات السودان وتختلف من منطقة لأخرى.
ترجع جذور الموسيقى السودانية إلى ما يعرف بالسودان بموسيقى الحقيبة ـ والتي ترجع بدورها إلى أناشيد المديح الدينية التي كانت منتشرة وسط الجماعات الصوفية منذ ممالك السودان في القرون الوسطى، والتي يمدح بها النّبيّ محمّد وآله والصحابة وأئمة الطرق الصوفية ومشايخها. وتستخدم فيه آلات موسيقية تقليدية مثل الطبول والدفوف والطار - وهو آلة أشبه بالبندير المستخدم في شمال أفريقيا للأغراض نفسها، والمثلث، والرق والعصي. وأحيانا يستعمل البخور لإضفاء جو من الروحانية على العرض.
امتزجت موسيقى الحقيبة بالتراث الموسيقي الإفريقي والنوبي القديم. وكانت تستخدم فيها الآلات الإيقاعية مع التصفيق ثم دخلت آلات وترية أبرزها الطنبور أو الربابة إلى جانب المزامير والطبول النحاسية الكبيرة في دار فور وكردفان
أخذت موسيقى الحقيبة في التطور من ناحية النصوص والتلحين والآلات، خاصة في الفترة التي سبقت الحرب العالمية الثانية وكان من بين المحدثين فيها خليل فرح ومحمد أحمد سرور وعبد الكريم كرومة وعرفت أغاني الفرق الفنية الثنائية مثل ثنائي العاصمة وثنائي النغم أو الثلاثية مثل البلابل أو الجماعية مثل (عقد الجلاد).

## الموسيقى الحديثة

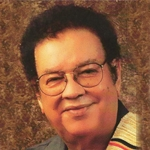
عبد الكريم الكابلي

بتأسيس إذاعة أم درمان عام 1940 م، بواسطة الإدارة الاستعمارية البريطانية المصرية بغرض الدعاية لحربها ضد جيوش دول المحور في شمال أفريقيا وشرقها، حظيت الموسيقى لأول مرة باهتمام رسمي وبرز إبراهيم الكاشف وعائشة الفلاتية كأول فنانين يؤدون موسيقاهم وأغانيهم على موجات الأثير.
وخطت الموسيقى السودانية خطوات متئدة، مواكبة التطور العالمي فغنى الفنان سيد خليفة في مطلع خمسينيات القرن الماضي المامبو السوداني في فيلم «تمر حنة» المصري وسار بذلك في ركب الفنانين في مختلف بلدان العالم الذين اصيبوا بحمى السامبا والمامبو البرازيلية آنذاك، في حين خلط الكابلي ايقاعات "الزار" الإفريقية مع الروك – أند- رول وغنى سُكّر..سُكّر" وأدخل إبراهيم عوض الموسيقى الراقصة من خلال استخدام الآت الإيقاع الراقص وآلات النفخ الهوائية. وظهرت أصوات نسائية مثل منى الخير.
وبدخول الجيتار الكهربائي والآلات النحاسية برز اسم الفنان شرحبيل أحمد وفرقته بتأسيس موسيقى الجاز على الطريقة السودانية أي على السلم الخماسي، ومن أغنياته في هذا النوع الموسيقي أغنية «الليل الهادي» في أوائل سبعينيات القرن الماضي. وقدم الفنان كمال كيلا عروضاً موسيقية أقرب إلى طريقة الفنان الأمريكي جيمس براون.
أضاف عبد القادر سالم إلى الموسيقى السودانية الحديثة إيقاعات رقصة المردوم من غرب السودان وهي إيقاعات 6/8 النوبة الإيقاعية المعروفة. وحذا حذوه في إثراء الموسيقى السودانية بالتراث الوطني فنانون أمثال عبد الرحمن عبد الله وثنائي النغم وعمر إحساس وغيرهم. وعرفت الموسيقى السودانية تجربة الغناء الإستعراضي فقدم الفنان محمد الأمين وبمشاركة فنانون أخرون منهم خليل إسماعيل وعثمان مصطفى وأم بلينا السنوسي «ملحمة الثورة» التي كتب نصوصها هاشم صديق.
وغنى الشباب السوداني لاحقاً موسيقى الراب والريجي.

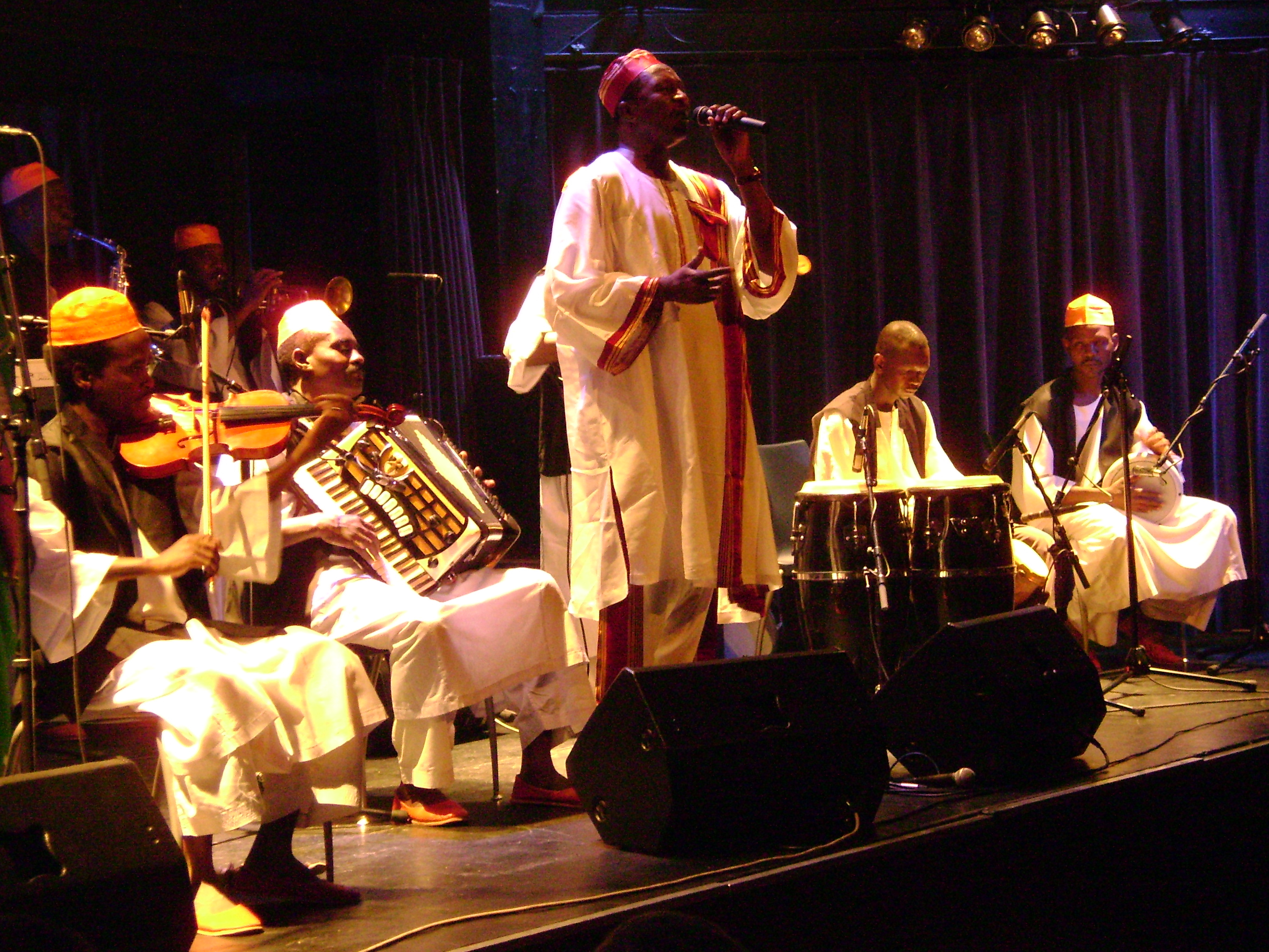
عمر إحساس

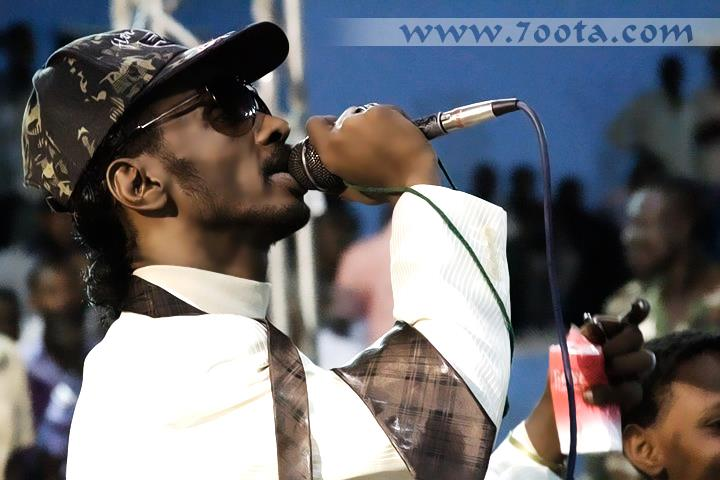
محمود عبدالعزيز

كذلك ساهم التلفزيون السوداني الذي تم افتتاحه في عام 1962 في نشر الموسيقى السودانية وتطويرها خاصة في مجال الموسيقى المصورة وقام بتكوين فرقة موسيقية خاصة به تضم عدداً من كبار الموسيقيين السودانيين وتقوم بإحياء حفلات موسيقية تلفزيونية.
بتأسيس معهد الموسيقى والمسرح في عام 1969 م، والذي تحول لاحقاً في عام 1998 م، إلى كلية جامعية تابعة لجامعة السودان للعلوم والتكنولوجيا، وتأسست فرقة "كورال الموسيقى". حققت الموسيقى طفرة انتقلت بها إلى العلمية وتم جلب أساتذة للموسيقى من دول مثل إيطاليا وكوريا الشمالية لتدريس مواد الموسيقى بما فيها مادة الصولفيج.
ويقام في الخرطوم مهرجان عالمي للموسيقى في أكتوبر / تشرين الأول من كل عام تشارك فيه بضعة فرق من دول أجنبية مثل الصين وموريتانيا وهولندا وسويسرا وغيرها.

## الموسيقى العسكرية

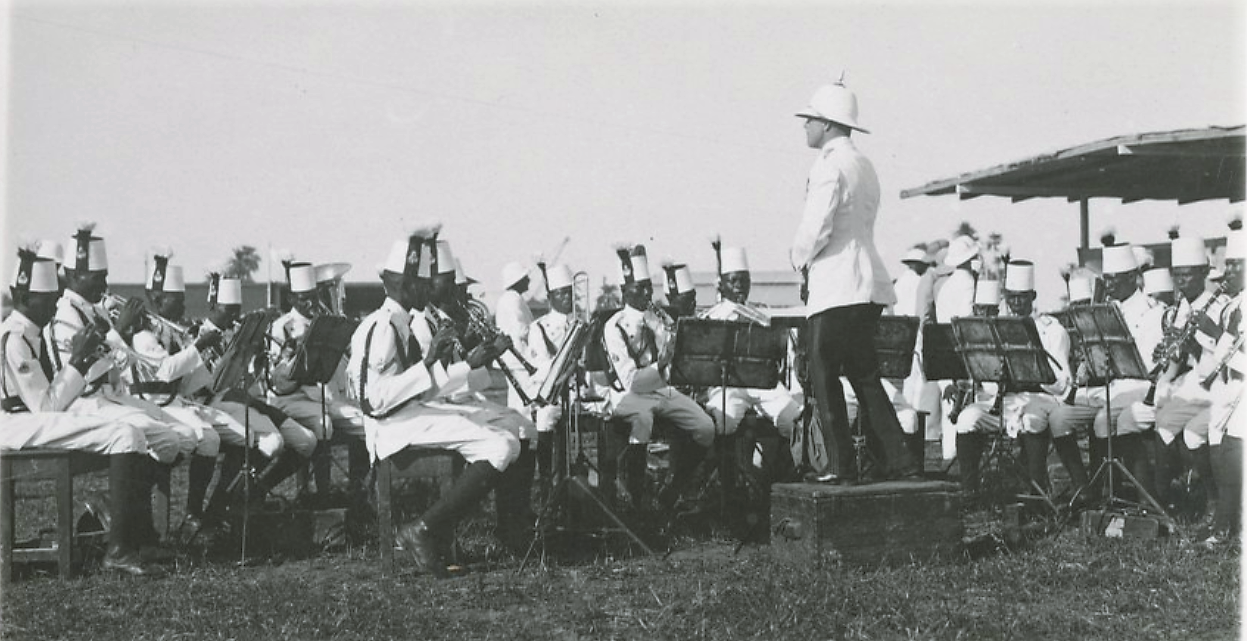
فرقة موسيقى عسكرية ابان الحكم الثنائي

ارتبطت نشأة التعليم الموسيقى وتطوراته في السودان بالموسيقى العسكرية وذلك في النصف الأول من القرن التاسع عشر عندما قام الإنجليز بتكوين فرق موسيقية للعسكريين السودانيين تستخدم ألحانا محلية. وفي عام 1918 تم تأسيس مدرسة لموسيقى سردار (قائد) الجيش في الخرطوم حيث كان يتم تدريس قواعد الموسيقى والصولفيج الإيقاعي والغنائي وعزف الألات الموسيقية التي شملت إلى جانب الألات النحاسية ومزمار القربة الأسكتلندي. ومن أشهر خريجي تلك المدرسة أحمد مرجان  الذي قام بتلحين وتوزيع نشيد الجيش (السلام الجمهوري لاحقاً) وهو النشيد الوطني السوداني الذي وضع كلماته الشاعر أحمد محمد صالح.
وتطورت الموسيقى العسكرية بجهود موسيقيين بارزين من بينهم العقيد أحمد مرجان وأصبحت لها وحدة عسكرية باسم سلاح الموسيقى بالقوات المسلحة السودانية، إلى جانب فرق موسيقية تابعة للشرطة السودانية الموحدة. وقد ساهمت الموسيقى العسكرية في تطوير الموسيقى السودانية حيث ادخلت اليها الأوركسترا وآلات النفخ ومن بينها الفلوت وطرمبيت والكلارينيت بيكولووغيرها وعندما تم إنشاء معهد الموسيقى والمسرح والدراما في السودان عام 1969 كان معظم معليمه من إدارة الموسيقى العسكرية. وتستمد الموسيقى العسكرية السودانية الحانها من التراث الشعبي لمختلف قبائل السودان والممالك السودانية والقديمة والطرق الصوفية بالسودان ومن أشهر الألحان التراثية الحان مارش «شلكاوي» وهو الأقدم حيث تم تأليف اغنيته في عام 1890 بمناسبة تنصيب زعيم قبيلة الشلك ويسمى «الرث» ودونت موسيقاه العسكرية في عام 1916. وتنقسم الموسيقى العسكرية فنياً إلى مقطوعات أو مارشات الجلالات (المفرد جلالة) وهي التي تعتمد على اللحن الغنائي التراثي ومنها مقطوعة «ود الشريف» والتي تبدأ بالنص التالي: ود الشريف رأيو كمل.. جيبو لي شراتو من دار قمر، وهناك مارش «أنا ماشي نيالا» أو مارش ميري كما يسمى احيانا، ومستهل نصه: يا هوي يا ميري ماهية مافي. وكذلك مارش «على دينار» ويبدأ نصه بعبارة حبابو الشفع لينا جبابو.
وأما التأليف الموسيقي الذي ينعدم فيه النص الغنائي فيمثله مارش «كرري». وعادة تعزف الموسيقى العسكرية في مناسبات مثل استقبال وتوديع ضيوف البلاد من ورؤساء الدول وزعماء الحكومات كما في حالة عزف السلام الجمهوي أو السلام الملكي وكذلك عند تقديم سفراء الدول الاجنبية اوراق اعتمادهم، كما تستخدم في مناسبات أخرى مثل الطابور الجنائزي أو عند تغيير الحرس الجمهوري السوداني أمام القصر الرئاسي السوداني أو عند تحية رئيس الدولة وقادة الجيش أو في احتفالات التخريج بالكلية الحربية السودانية.
 انقر للإستماع إلى مارش ود الشريف

## بنية الموسيقى السودانية
تتكون الموسيقى السودانية المعاصرة من حيث بنائها من عناصر الموسيقى الأربعة الأساسية: الإيقاع، واللحن، والتوزيع والهارموني، والطابع الصوتي. وتتطلع صناعة الموسيقى السودانية دائما إلى الأغنية الجميلة الكاملة. وهذا يعني الموسيقى بالإضافة إلى الكلمات.

### الإيقاع

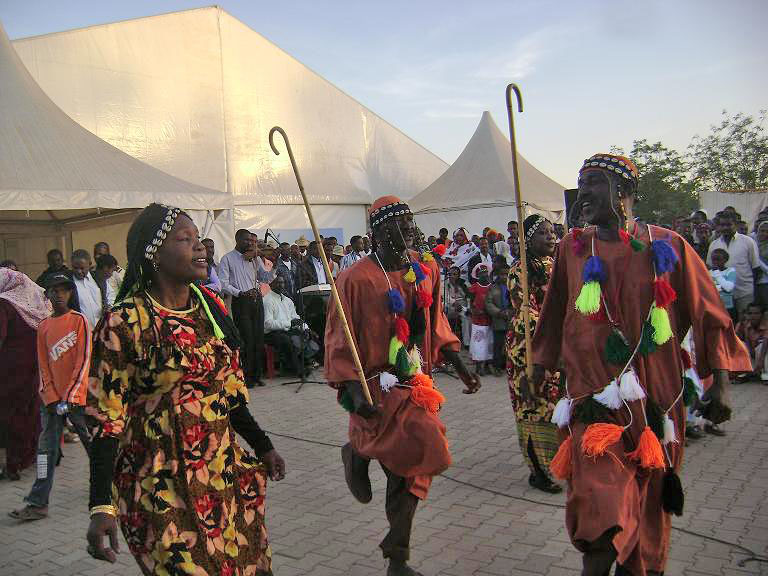
فرقة فنية من مدينة الأبيض تؤدي رقصة المردوم الشبيه بالفلمنكو الإسباني - لاحظ دقات الأرجل على الأرض

تستخدم الموسيقى السودانية عدة أنواع من الإيقاع أهمهما أيقاع التُم تُم (محمد أحمد عوض في أغنية عشرة بلدي، وسيد خليفة في المامبو السوداني)، وثمة من يذكر بأن من أدخل التم تم في الأوركسترا السودانية هو الفنان فضل المولى زنقار (أغنية سوداني الجوة وجداني)  وهناك إيقاع كراتشي الذي أدخله المطرب كمال ترباس (طبيعة الدنيا)، وإيقاع البايو (النور الجيلاني في أغنية يا مسافر جوبا)، ومن الإيقاعات الأخرى المشهورة إيقاع السيرة ويُعرف أحيانا بإيقاع الدلوكة أو العرضة وهو ايقاع ينتشر في جميع أنحاء السودان ويدونه الموسيقيون على ميزان /4«على /4»(أغنية الجنزير في النجومي للفنان الكابلي) و (عجبوني الليلة جو للفنان حمد الرَيّح). وثمة إيقاعات مرتبطة بالبيئة السودانية البدوية كما في (إيقاع المَرْدُوم )أغاني الفنان عبد القادر سالم ومنه أغنية (اللوري حلّ بي، دلاني في الوِدَيْ)، وهو إيقاع سريع يحاكي سير الأبقار وتشتهر به قبائل البقارة التي ترعى الأبقار، ويقابله إيقاع الجَرارِي، وهو إيقاع هادئ يحاكي سير الأبل وينتشر في بادية شمال كردفان لدى قبائل الكواهلة التي ترعى الإبل ومن أبرز الأغاني التي أُستُخدِم فيها، الأغنية التراثية (  دار أم بادر). وهناك من يرى بوجود شبه بإيقاع المردوم وإيقاع الفلمنكو الإسباني والذي يجد جذوره في الموسيقى الأندلسية وانتقل إلى بلاد السودان مع انتقال بعض أنماط ثقافة شمال إفريقيا عبر الرحل وهو موجود أيضاً في السلم الموسيقي السباعي. ومن الإيقاعات الأخرى المستخدمة في الموسيقى السودانية إيقاع الدليب بشمال السودان خاصة وسط قبائل الشايقية والبديرية ويصاحب آلة الطنبور ومن أمثلته إيقاع (غنية بنحب من بلدنا) للفنان محمد وردي.

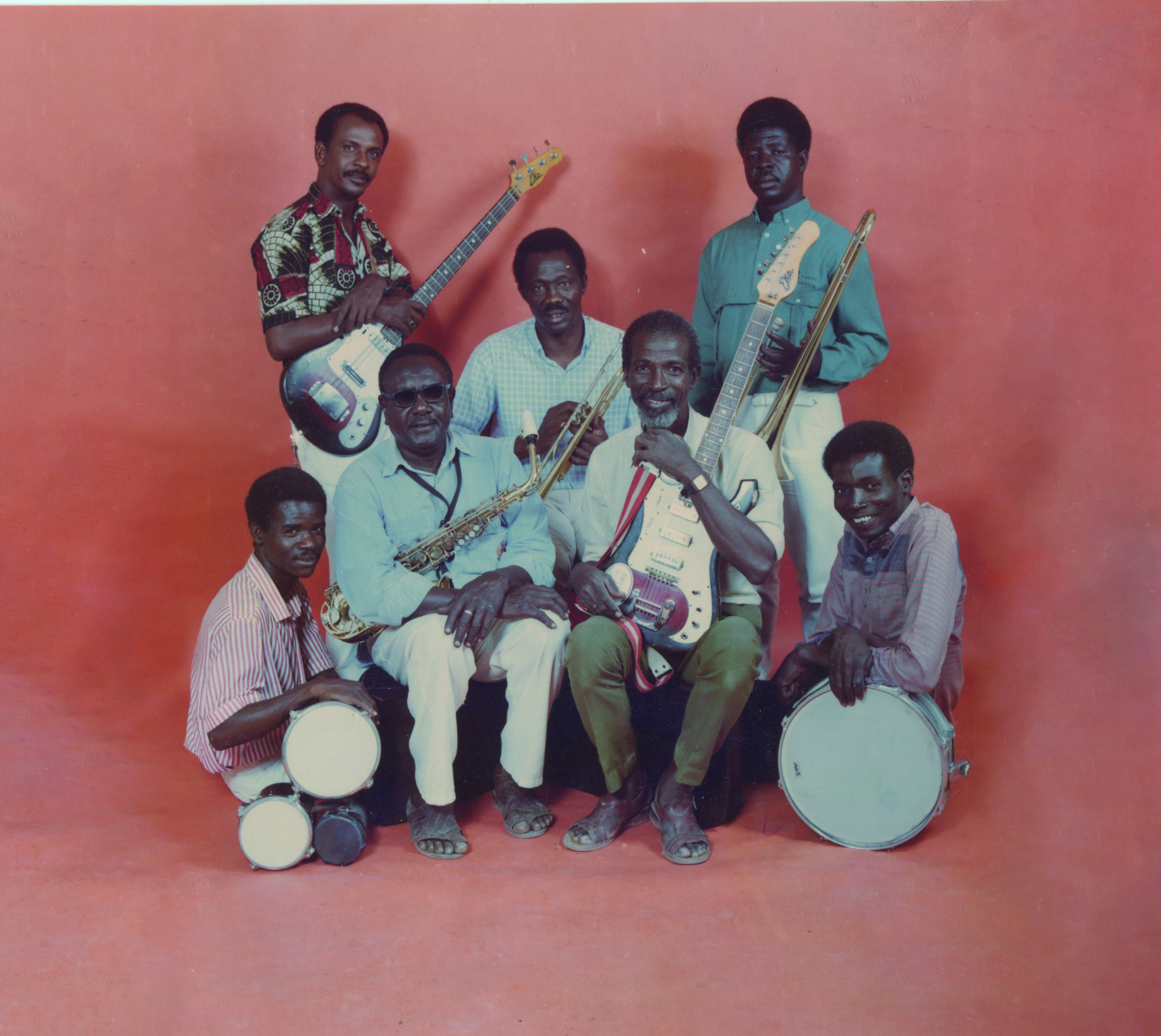
الفنان شرحبيل أحمد وفرقته وتظهر آلة الدربكة السودانيةفي اقصي اليسار

وتتعدد الإيقاعات في الموسيقى السودانية بتعدد الثقافات والقبائل حتى بلغ عددها عند البعض بما يزيد عن 60 ايقاعاً ومن هذه الايقاعات الكلش وواحد ونص والدقلاش والجرقمبول والكومباك والنقارة لدى قبائل البقارة والكمبالا عند قبائل النوبة في جنوب كردفان والسوميه والكاتم والدينارية عند قبائل الفور والربة عند قبيلة الجوامعة في منطقة الرهد.
وعادة ما تستخدم الآلة الموسيقية الدربكة أو البنقز كما تسمى أحيانا في ايقاعات الموسيقى الحديثة السودانية وتتكون من ثلاث علب متلاصقة: الصغرى وتسمى التك (لإحداث نغمة التك) والوسطى تسمى دم والثالثة وهي الأكبر وتسمى المامبو. كما يتم احداث هذه الايقاعات من ألة الطبل أيضا بالنقر على اطرافه ووسطه.

### النص الغنائي

محمد وردي

يعتبر النص الغنائي الذي يشكل الطابع الصوتي عنصراً مهماً جداً في الأغنية الموسيقية السودانية بل هو أحياناُ أكثر أهمية من اللحن الموسيقي نفسه. وهو الذي يلعب دوراً كبيراً في تحديد مدى جماليتها لدى المستمع السوداني الذي لديه اهتماما بالكلمة الجميلة المؤثرة، وقد نال بعض الفنانين مثل عبد الكريم الكابلي ومحمد وردي ومحمد الأمين وحسن خليفة العطبراوي شعبية كبيرة بسبب اختيارهم للنصوص المؤثرة والموسيقى التي تتناسب معها.
وهناك العديد من كتاب الأغنية السودانية وشعرائها الذين نمت لديهم قدرة في صياغة النص الغنائي المؤثر. وكل واحد من هؤلاء الشعراء المحترفين يتعاون مع فنان معين يعرف حدود قدراته الصوتية وأسلوب أدائه والكيفية التي يأخذ بها لإثارة تفاعل معجبيه مع الأغنية. ومن هؤلاء الشعراء إسماعيل حسن الذي تغنى بأشعاره الفنان محمد وردي ومحمد فضل الله ويغني أشعاره الفنان محمد الأمين، وحسين بازرعة وغني له المطرب عثمان حسين، وشعراء آخرون يتبادل أعمالهم الفنانون المختلفون ومنهم إسحاق الحلنقي وأبو آمنة حامد الذي كتب للفنانين الشعر منذ صغره (قصيدة سال من شعرها الذهب ().. فتدلى وما انسكب، وتغنى بها الفنان صلاح بن البادية) وعوض أحمد خليفة، ومحمد علي أبو قطاطي، ولكن ليس بالضرورة أن يحصر الفنان نفسه على شاعر واحد معين. فهو أحياناً يقتفي أثر الكلمة وليس الشاعر، ولذلك نجد الفنان عبد الكريم الكابلي يلحن ويضع موسيقى خماسية السلم لقصيدة أراك عصي الدمع  ()– لأبي فراس الحمداني ، بينما غنى الفنان حمد الريح قصيدة الصباح الجديد للشاعر التونسي أبو القاسم الشابي وعبد العزيز محمد داؤود في قصيدة يا عروس الروض للشاعر اللبناني إلياس فرحاتُ وقصيدة هل أنت معي للشاعر المصري محمد محمد علي. وعبد الدافع عثمان قصيدة يوم البحيرة للشاعر اليمني علي أحمد باكثير وعثمان حسين في قصيدة غرد الفجر للشاعر السعودي حسن عبدالله القرشي وصلاح بن البادية في ليلة السبت، للشاعر الفلسطيني محمد حسيب القاضي. ومن الذين تغنوا بالقصائد العربية الفصحي لشعراء عرب أيضاً التاج مصطفى في قصيدة أيها الساقي إليك المشتكى لإبن المعتز والعاقب محمد الحسن في قصيدة نجوى للشاعر السعودي الأمير عبد الله الفيصل، والثنائي الوطني في نشيد أمة الأمجاد للشاعر المصري مصطفى عبد الرحمن.

#### المقطوعة الموسيقية
وقد يغيب النص الغنائي عن القطعة الموسيقية تماماً أو يأتي مقتضباً من بضعة عبارات قصيرة يؤديها كورال، وهو ما يعرف في السودان بالمقطوعات (المفرد مقطوعة) الموسيقية ويقدمها موسيقيين أو ملحنين ومن بين هؤلاء برعي محمد دفع الله، ومن معزوفاته «المروج الخضراء» و «قطار الشمال»، والموسيقار بشير عباس ومن أعماله الموسيقية المسجلة مقطوعة «ليالي الخرطوم» ومقطوعة «نهر الجور» التي قدمها في عام 1960 للإذاعة السودانية بالعزف على المزمار فقط. ومقطوعة «أريج نسمات الشمال»، مع فريق البلابل الغنائي ككورال.

#### مضمون النص الغنائي

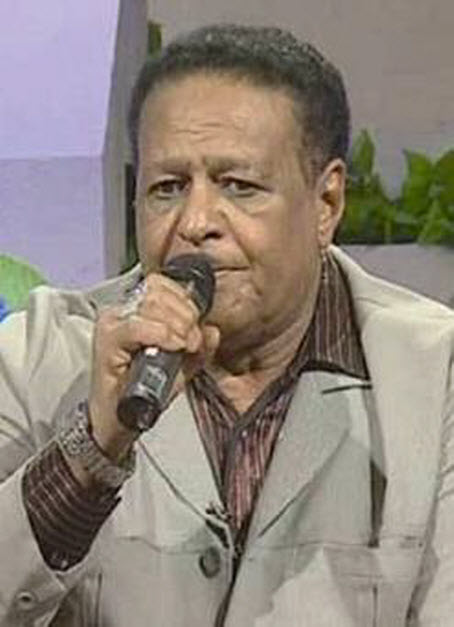
صلاح بن البادية

غالبا ما يكون مضمون الموسيقى الغنائية السودانية هو الحنين، والشوق وهجر الحبيب، روح الدعابة، والتعبير عن الحب للمرأة ووصف جمالها والاعتزاز بالوطن والزود عنه وغير ذلك من المواضيع. والشاعر الغنائي السوداني يكتب عن كل شيء تقريباً. قد تكون قصيدته رثائية عن فقدان الأعزاء مثل الأم (قصيدة أنا ابكيك للذكرى ويجري مدمعي شعرا – عبد الكريم الكابلي) أو حسرة على ضياع شيء ثمين (خاتمي  صلاح بن البادية) أو شرب القهوة (البن..فرقة الماليمبو) ويمكن أن يكون الموضوع سياسياً (أغنية إلى آسيا وأفريقيا، حول مؤتمر باندونغ، للفنان عبد الكريم الكابلي ()،أو موضوعاً وطنياً مثل أناشيد الفنان محمد وردي عن الاستقلال وترهاقا- ملك كوش و (أصبح الصبح فلا السجن ولا السجان باق، للشاعر محمد مفتاح الفيتوري). واختار الفنان حمد الريح ميثولوجيا إغريقية كتبها صلاح أحمد إبراهيم في قصيدته يا مريا (أغنية)، حيث يبدي الشاعر رغبته في الحصول على إزميل فيدياس، وخمرة باخوس النقية، وقمة الأوليمب ومعاناة بروميثيوس ليختمها بقوله أنه من أفريقيا صحرائها الكبرى () وخط الاستواء، حرقته شموسها وشوته على نار المجوس فخرج منها كعود الأبنوس. مثل هذه الصور الشاعرية نجدها في الكثير من نصوص الأغنية السودانية. ففي أغنية بعنوان «كدراوية» يتباهى النور الجيلاني بالجمال الأخاذ لبنت حي الكدرو بالخرطوم بحري الذي جعل القمر ينزل من السماء يسأل عن إسمها وهويتها().

#### لغة النص الغنائي
تغلب في كتابة الشعر الغنائي السوداني اللهجة العربية السودانية، خاصة لهجة الحضر إلى جانب اللهجات الإقليمية كما في أغاني شمال السودان وغربه، كذلك يتغنى الفنانون السودانيون بقصائد باللغة العربية الفصحى يكتبها شعراء من السودان (سيد خليفة في أغنية طرير الشباب للشاعر السوداني إدريس جَمّاع)، أو خارجه في العالم العربي (عبد الكريم الكابلي في أغنية شذى زهر ولا زهر للشاعر المصري محمود عباس العقاد وقصيدة أمطرت لؤلؤ ليزيد بن معاوية. وبالمثل يؤدون أغاني بلغات ولهجات سودانية غير عربية (محمد وردي في أغانيه النوبية)، وقليل منهم غنى بكلمات من لغات أجنبية من خارج السودان إما كترجمة لأغانيهم العربية أو ترديداً لأغان تؤدى في أوطانها بألحان وإيقاعات قريبة مما يقدمونها من أعمال موسيقية وفي مقدمة هؤلاء الفنانين سيد خليفة الذي أدى أغنيات باللغة الأمهرية () ومثله عبد العزيز المبارك وكذلك شرحبيل أحمد الذي تغنى باللغة الفرنسية.

### التلحين
يأتي اللحن في الموسيقى السودانية في كثير من الأحوال معبراً عن إيقاع مفردات التص الشعري للموسيقى، بمعنى أن الأشكال الإيقاعية للحن هي الأشكال الإيقاعية لمفرادات النص الشعري ذاتها.
ويشكل الملحن أحد أعمدة ثالوث الأغنية السودانية إلى جانب كل من الشاعر والمطرب. وهناك من جمع بين وظيفة المطرب والملحن مثل كرومة وسرور وزنقار والسني الضي «ثنائي العاصمة» أو من جمع بين وظيفة الشاعر والملحن مثل عمر البنا وخليل فرح أو من جمع بين الوظائف الثلاثة مثل عبد الكريم الكابلي. وأحينا يقوم المطرب الذي أعدّ لحناً لأغنية بمنح اللحن والأغنية إلى مطرب آخر ليقدمها هذا الأخير باسمه كما في حالة أغنية جبل مرة التي لحنها عبد الكريم وتغنى بها أبو عركي البخيت. وإضافة إلى كون كبار المطربين السودانيين، من أمثال محمد وردي، ومحمد الأمين، وعبد الكريم الكابلي، وصلاح بن البادية، كانوا أيضاً يمارسون التلحين لأنفسهم، فإن الموسيقى السودانية قد عرفت عدداً من الملحنيين المتخصصين في التلحين فقط من أمثال ناجي القدسي، ويوسف الموصلي، وأنس العاقب، وعبد اللطيف الخضر، وبرعي محمد دفع الله. وقد أسهم بعض هؤلاء الموسيقيين المتخصصين في التلحين في تطوير الموسيقى السودانية. وترك آثار واضحة في مسار تطورها. على سبيل المثال تعتبر ألحان الموسيقار ناجي القدسي خاصة لحنه الساقية لسه مدورة، من كلمات الشاعر عمر الطيب الدوش، وغناء الفنان حمد الرَيَّح بمثابة علامة من علامات تطور فن التلحين في الموسيقى السودانية. وأعمال الملحنة وعازفة العود الشهيرة أسماء حمزة. ومن الممكن أن يتم وضع اللحن قبل النص بمعنى أن يكون هناك لحناً موسيقيا متكاملاً ثمتتم صياغة نص بتوائم معها ويخرج في شكل أغنية مكتملة وهو ما أتى به الفنان صلاح مصطفى بأغنية «من الأعماق» في تجربة فريدة من نوعها بالسودان.

### الطابع الصوتي
ويُسمع الطابع الصوتي في بنية الموسيقى السودانية بوضوح إما في تبادل منسجم مع اللحن الموسيقي على الخط الأساسي (الميلودي) أو يأتي متوازياً مع اللحن مقترناً به خلال الفترة الزمنية الفاصلة نفسها (الهارموني) ومن الممكن سماع جميع الطبقات الصوتية من قرار وجواب، أو قرار القرار، أو جواب الجواب. على سبيل المثال يسمع القرار في أغاني الفنان أحمد المصطفى أو الفنان محمد الأمين وجواب القرار في أغاني الفنان محمد وردي أما الفنان عبد الكريم الكابلي فهو يمزج في الأغنية الموسيقية الواحدة بين القرار وجواب القرار.

## التوزيع الموسيقي
كان الاهتمام الأول في موسيقى السودان منصباً على قوة النص الشعري والإيقاعات الراقصة ويتم التوزيع بشكل بسيط لأن العمل الموسيقي كله كان عبارة عن خط لحني واحد. ولما كان التوزيع يتطلب معرفة ودراية بعلوم الهارموني والكونتربونت وعلم الآلات، فقد واجه التوزيع الموسيقي في السودان صعوبات جمة بسبب عدم معرفة الكثير من العازفين قراءة النوتة الموسيقية وعدم وجود متخصصين في هذا المجال الموسيقي. كان التوزيع يتم دون مراعاة قواعد معينة، ولكن بعد تأسيس المعهد العالي للموسيقى والمسرح في السودان عام 1986 ووصول عدد من المتخصصين في التأليف والتوزيع وعلم الآلات للتدريس في المعهد خاصة من كوريا الشمالية وإيطاليا خطت الموسيقى خطوات مهمة في هذا المجال ولكنها بطيئة. وكانت الدراسة تشمل الآت البيانو والكمان والكونترباص والشيلو والأكورديون والجيتار والطرمبون والساكسفون وكلها آلات تستخدم في الموسيقى السودانية الحديثة كما شمل التدريس مادة التأليف الموسيقي.
وكان التدريس يتم وفق القواعد الغربية والمناهج الموسيقية الكورية خاصة في مادة الصولفيج.
قام المعهد بإعادة توزيع بعض الأعمال الموسيقية المشهورة مثل موسيقى أغنيتي عازة في هواك ودمعة الشوق بمساعدة الأساتذة الكوريين ومشاركة موسيقيين سودانيين أمثال عثمان مصطفى وخليل إسماعيل وأبوعركي البخيت ومحمد عبدالله محمدية. إلا أن هذا التوزيع الجديد لم يجد الترحيب من الجمهور السوداني وقوبل بانتقادات مكثفة من قبل بعض الموسيقيين السودانيين الذين رأووا فيه تشويهاً لجمالية الألحان الأصلية والميلودية الموسيقية التي اعتادت عليها الأذن السودانية بل أنهم تحدثوا عن توزيع أدى إلى طمس معالم السلم الخماسي ليحل بدلاً عنه روح الموسيقى الكورية أو ما أسموه آنذاك بكورنة (نسبة إلى كوريا) الموسيقى السودانية.

### الآلات الموسيقية

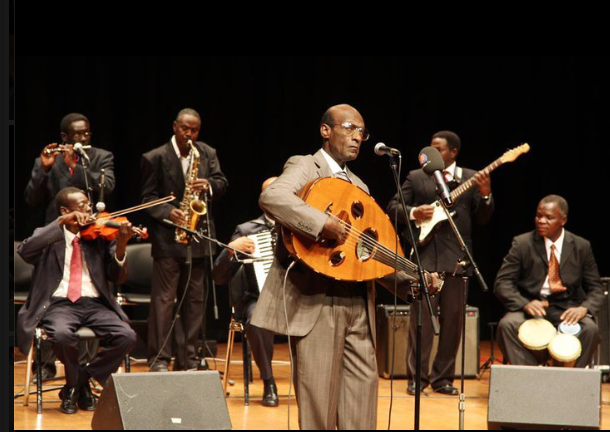
محمد الأمين مستخدماً آلة العود في عرض موسيقي

تستخدم الموسيقى السودانية عدد من الآلات الموسيقية المتنوعة من آلات وترية تقليدية مثل الطمبور أو الطنبور أو الربابة والعود والآلات الإيقاعية مثل الدلوكة والنقارة لدى قبائل البقارة في دارفور وكردفان والدربكة والرق والدف والآت النفخ الهوائية مثل الوازا في جبال الإنقسنا بولاية النيل الأزرق والمزامير ويطلق على الواحدة منها اسم الزمبارة. وأخيرا الآت النقر الخشبية والآلات المفتاحية التي دخلت حديثاً.

#### الآلات التقليدية

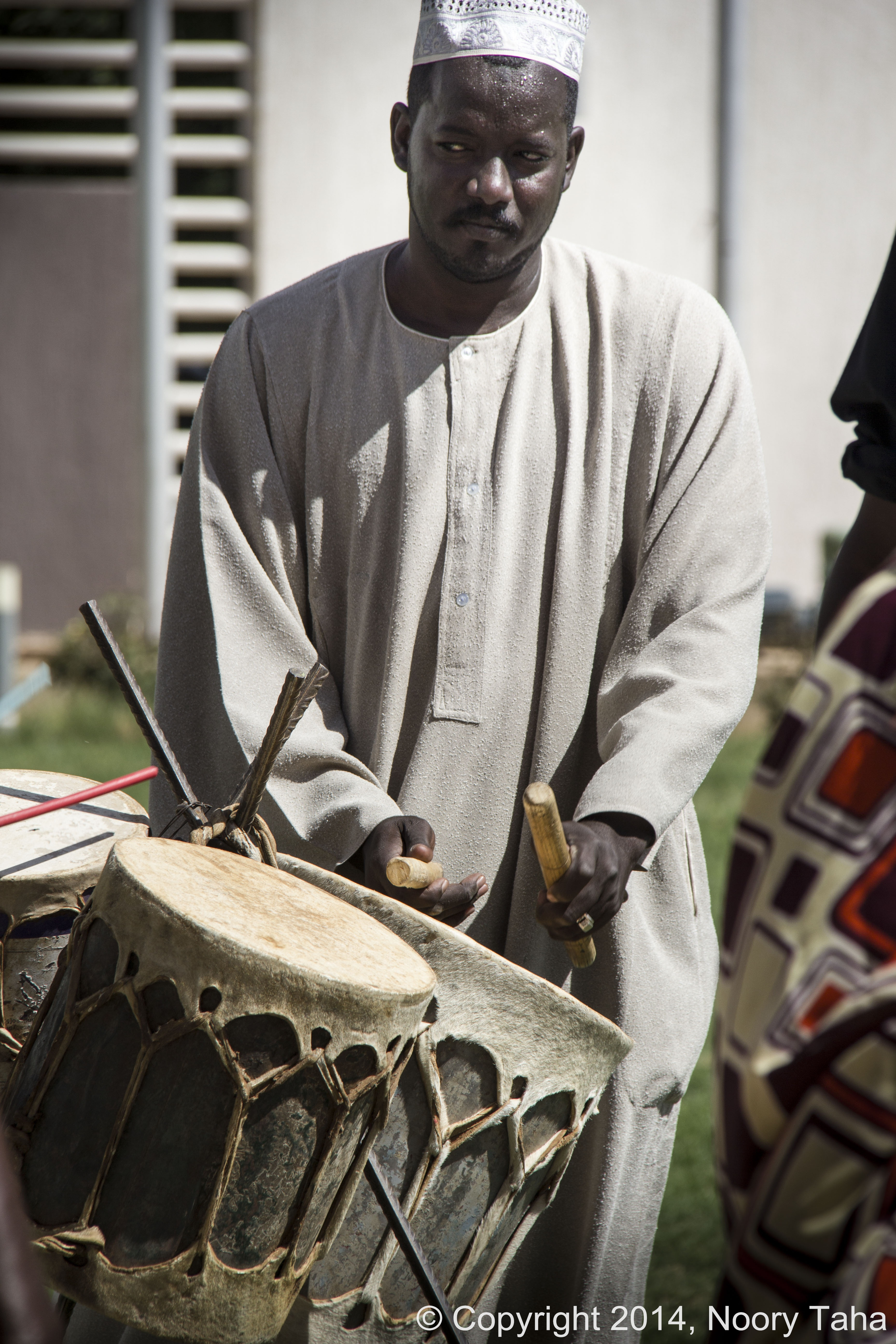
النقارة

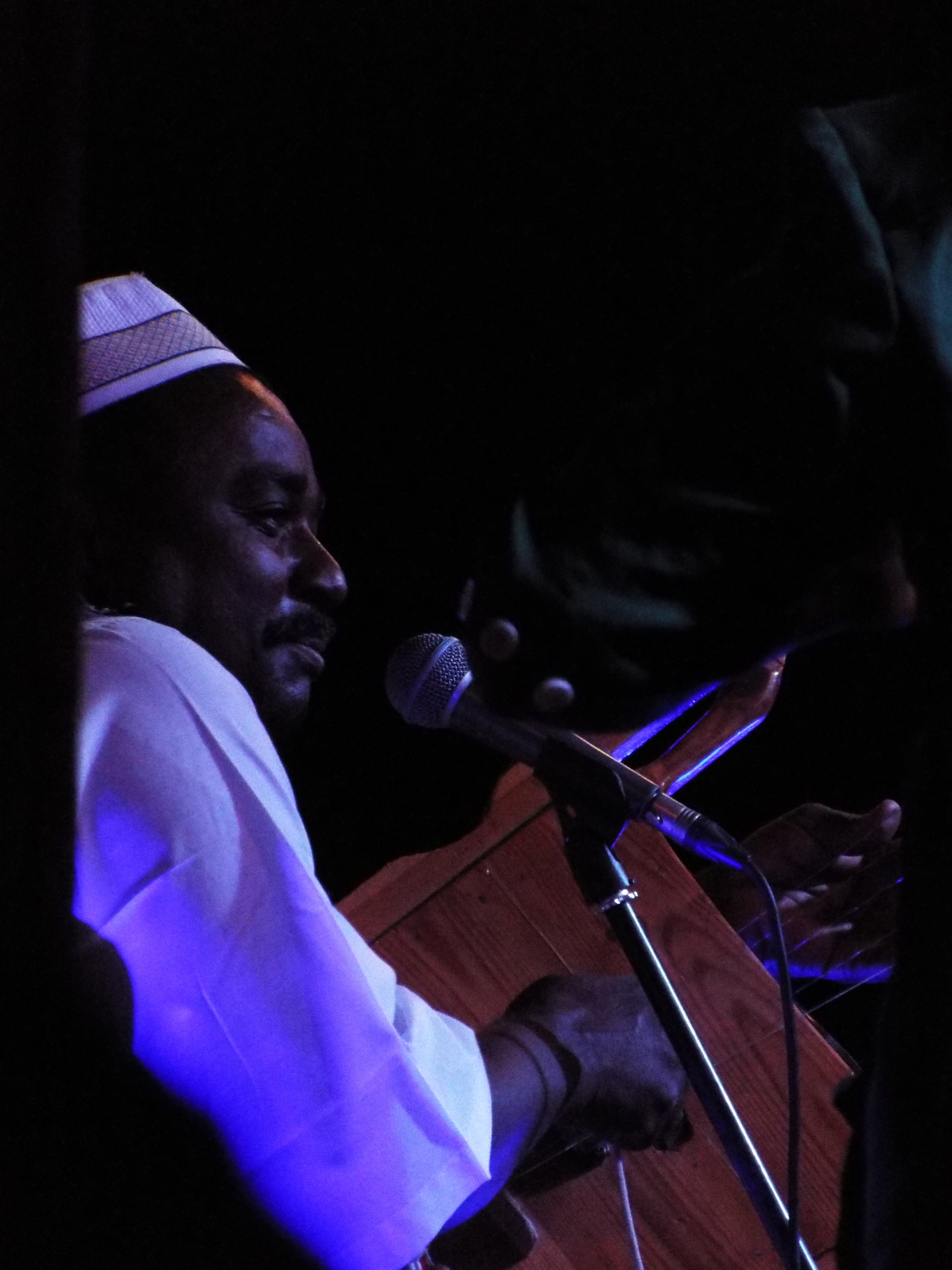
آلة البانمبو

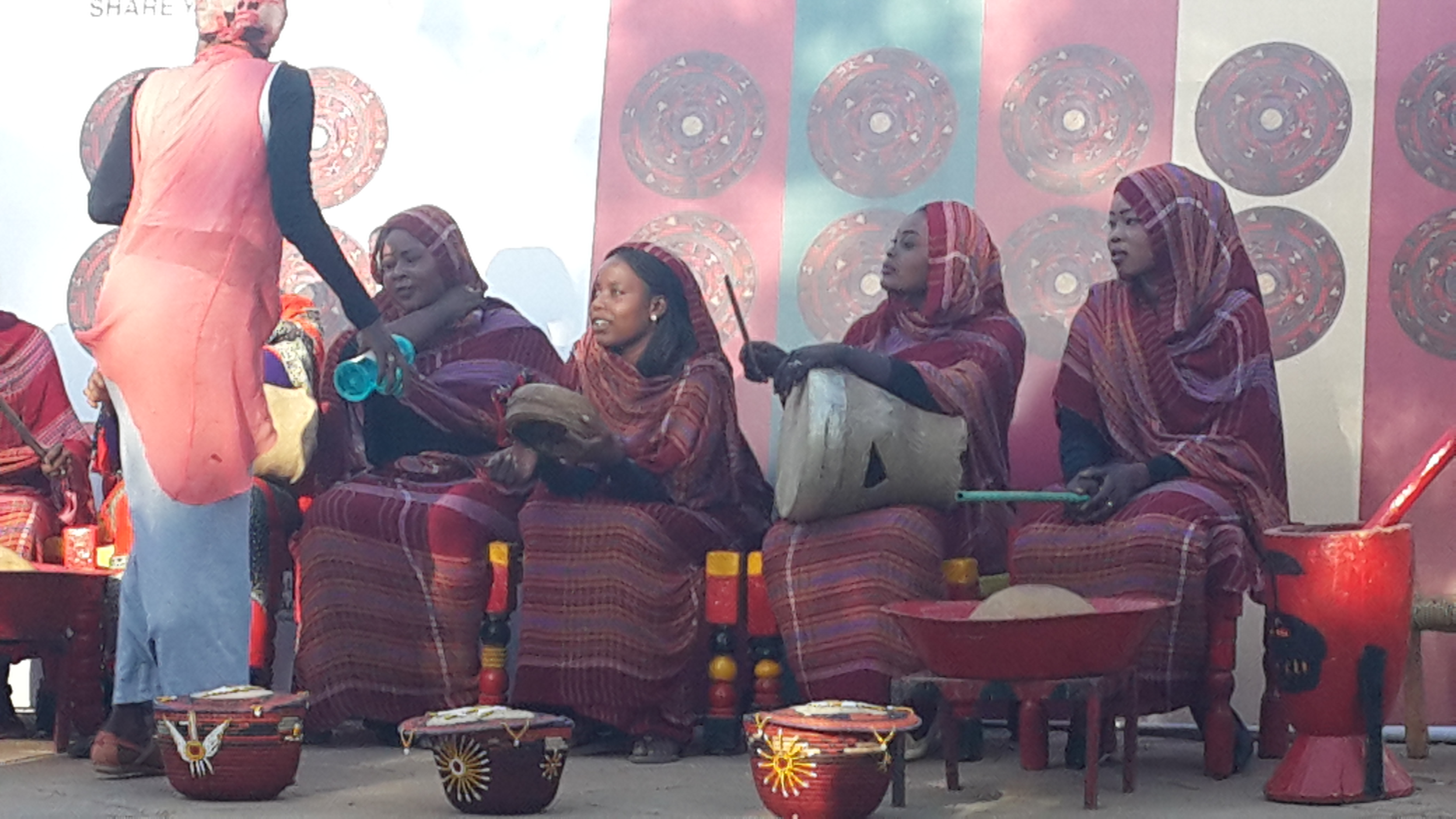
الدلوكة

- أم كيكي هي آلة موسيقية وترية شعبية منتشرة في غرب السودان وسط قبائل البقارة، وبشكل خاص وسط المسيرية وتسمى أيضاً أم روابة ويذكر البعض أن أصلها من شبه الجزيرة العربية، ويعرف الأشخاص الذين يعزف على آلة ام كيكي بغرب كردفان بالهدايين (المفرد هَدَايْ) وهم شعراء ومغنين في الوقت نفسه ومنهم الشاعر الهداي محمد ام بارات الملقب بهوسان، ومن أغنياته (مزاقي، الغرة، وألم)، والمغنّون علي بخيت محمود ومحمد أبو انديلو . وتتكون من صندوق يصنع من نبات القرع ويغلف بجلد الأغنام ولها وتراً واحداً مثيت على عمود متصل بالصندوق ويعزف عليه بوتر مثبت على قوس مصنوع من فروع الأشجار.
- الدلوكة هي آلة إيقاعية شعبية تنتشر في مختلف أرجاء السودان خاصة الوسط ويتم صنع جسمها المخروطي الشكل المجوف بفتحتين من الفخار تغلف إحداها بجلد الأغنام وهي الجانب الذي يعزف عليه بالضرب بكف اليد اليسرى واليمنى وأحيانا مع الضرب بكوع أو بوع اليد.
- الشتم آلة إيقاعية صغيرة تصاحب عادة الدلوكة ويعزف عليها بالنقر عليها بعصي رقيقة وصغيرة .
- الطمبور آلة شعبية وترية منتشرة في كافة أرجاءالسودان وخاصة في الشمال وتعرف فيه بهذا الاسم فيه، لكنها تسمى باسنكوب في شرق السودان والربابة في غرب السودان وفي الجنوب تعرف باسم توم وتختلف من منطقة لأخرى من حيث الحجم وتتكون من خمسة أوتار وصندوق خشبي أو معدني في أغلب الأحيان يتم تغليفه بجلد الأغنام.
- البانمبو، آلة شعبية تصنع من الخشب بأطوال متفاوتة وتثبت على قاعدة خشبية مستطيلة الشكل ويتم العزف عليه بالطرق على الأخشاب باستخدام اليد اليمنى واليسرى.
- الكوندى آلة شعبية لها صندوق خشبى تثبت عليها شرائح ممن الحديد متفاوتة في الطول ويتم العزف عليها بأصابع اليد اليمنى واليسرى في وقت واحد.
- الوازا آلة نفخية شعبية تنتشر بشكل خاص في منطقة جنوب النيل الأزرق بالسودان تتكون من عدة أبواف قمعية الشكل ملتصفة ببعضها البعض طولياً وتتراوح في الطول والحجم وتصنع من نبات القرع وكل بوق يصدر صوتا واحداً.
- الزنبارة أو الزمبارة وهي عبارة عن مزمار أو ناي يصنع من قصب نبات القنا على شكل انبوب اسطواني أجوف صغيرالحجم والطول وتصدر صوتا واحدا.
- الجنقر شبيه بالة الطمبور ولكنه كبير الحجم وغليظ الصوت ويتكون من خمسة أوتار تصنع من امعاء الحيوان.[13]
- النقارة آلة إيقاعية شعبية منتشرة في كل أرجاء السودان وبشكل خاص في غربه وهي حلزونية الشكل وتصنع من جذوع الأشجار ويتم تغليف الجانب الذي يعزف عليه بجلد الأغنام أو الأبقار ويتمم العزف عليها بالضرب عليها بعصى صغيرة.[14][15][16]

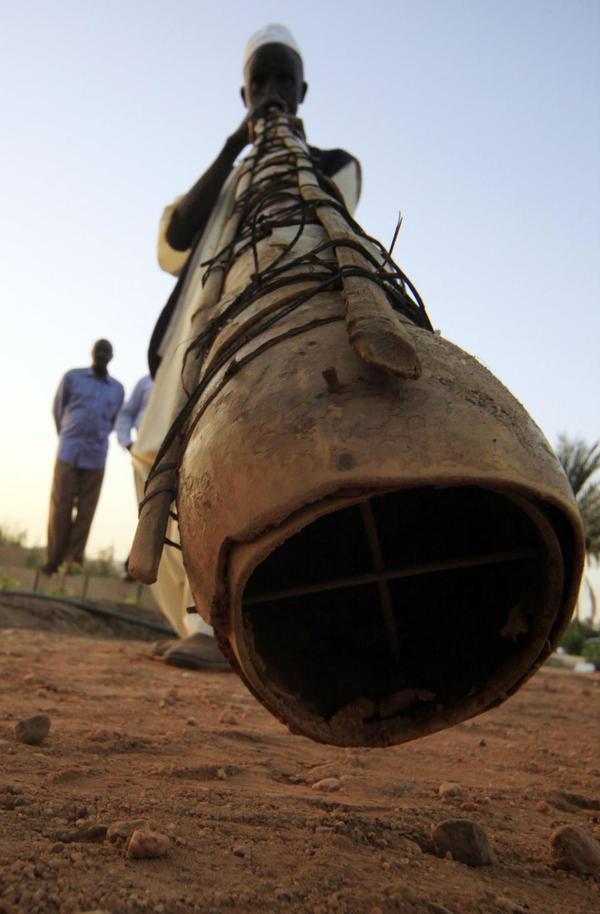
اله موسيقية

- اله موسيقيةالكاسا، آلة وترية.

#### الآلات الحديثة
- العود
- الكمان
- الأكورديون
- سكسفون
- الجيتار الكهربائي
- البانجو
- الفلوت
- ترومبون
- الهارمونيكا
- الكونترباص
- ماندولين
- كلارينيت
- بوق
- بيكولو
- مندولين
- دربوكة
- دف صغير
- صنج
- دف
- آلة مفاتيح
- رق

## تسجيل الموسيقى

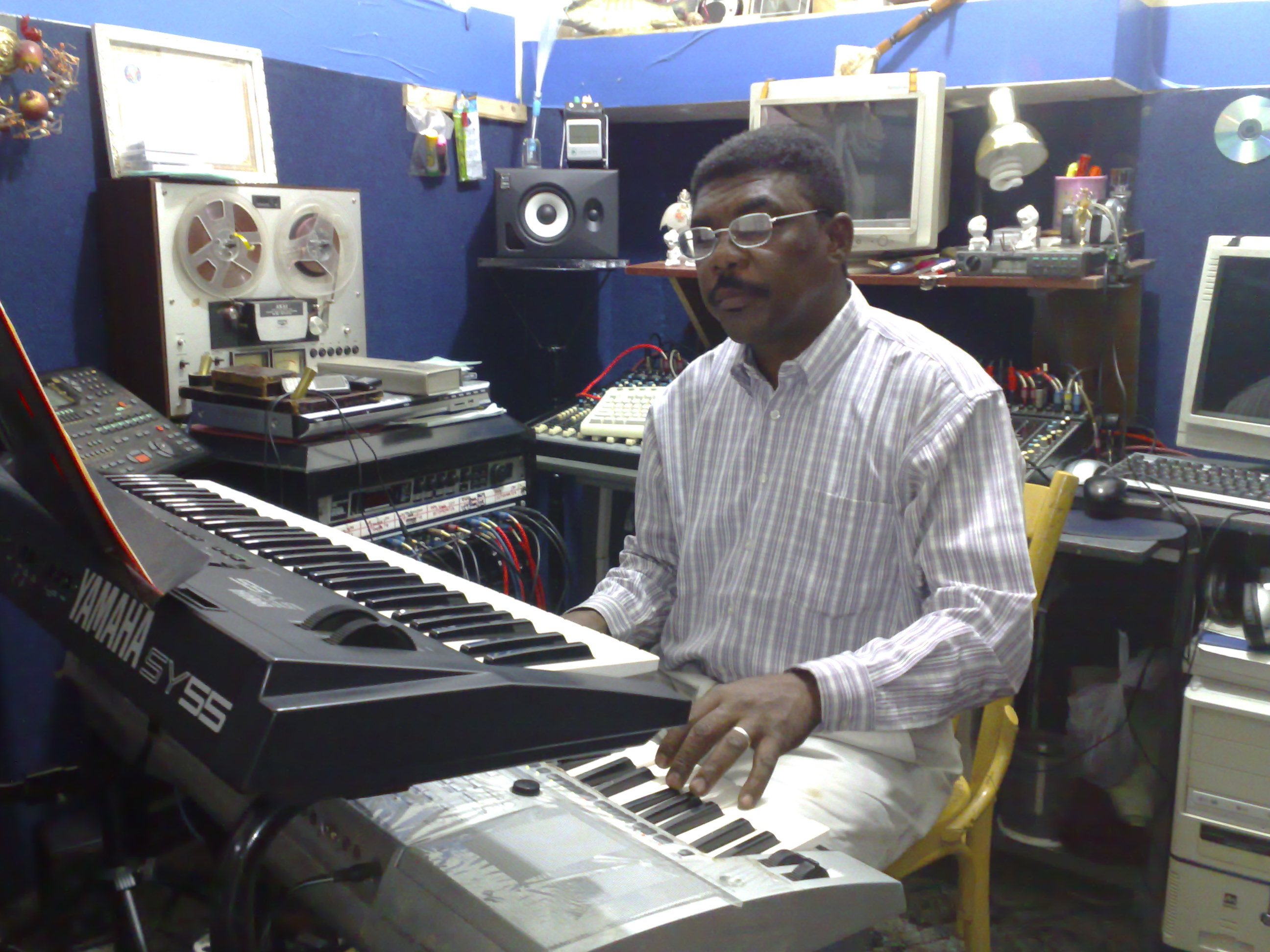
أحد استيديوهات التسجيل الموسيقى في الخرطوم

كانت الأعمال الموسيقية الغنائية تلقى في المناسبات كحفلات الزفاف ويتم حفظها وتداولها من قبل فرق الأحياء. وفي عام 1927 توجه عدد من المطربين السودانيين إلى القاهرة لتسجيل أعمالهم الغنائية مع بعض رجال الأعمال والمهتمين بتسجيل الأغاني بينهم محمود عزت المفتي . وكان من بين هؤلاء الفنانين عمر البنا وعبد الكريم كرومة وغيرهم . وكانت الأسطوانة تشكل الوسيلة الوحيدة لنشر الغناء في السودان آنذاك. وفي عام 1931 قام الفنان خليل فرح بتسجيل أغنيته عازة في هواك. وبعد إنشاء الإذاعة في اربعينات القرن الماضي كان الفنان السوداني يصدر إنتاجه الموسيقي الجديد عبرها بعد مروره لاختبارات لجنة تسمى لجنة النصوص وذلك قبل ظهور استوديوهات وشركات التسجيل الخاصة في السودان ومن بينها شركة حصاد للإنتاج الفني والتي بدأت نشاطها في عام 1988 وقامت بتسجيل البومات لكبار المطربين مثل محمد وردي ومحمد الأمين وإبراهيم عوض وأحمد الجابري ، وتولت تلك الشركات مهمة إصدار الأشرطة الموسيقية والأقراص المدمجة وتوزيعها في السودان وكذلك في منطقة الخليج، ودول مثل الكاميرون وتشاد وكينيا وإثيوبيا والصومال واريتريا وجيبوتي ونيجيريا، كما يمكن العثور على ألبومات مطربين مثل محمد وردي وعبد الكريم الكابلي وعبد العزيز المبارك وعبد القادر سالم، في مراكز الموسيقى التجارية ببعض العواصم والمدن الكبرى في الغرب مثل لندن وباريس وأمستردام ونيويورك.

## وصلات خارجية
- / موقع للاستماع إلى الموسيقى السودانية